# 萨米·海皮亚
萨米·海皮亚（芬蘭語：Sami Hyypiä，1973年10月7日—，姓氏符合芬兰语音译标准的译名为许皮埃），是一名退役芬蘭足球運動員，司職後衛。他加盟利物浦後表現良好，成為了利物浦後防不可缺少的球員之一，被視為世界上最優秀的中堅之一。

## 生涯簡介
海皮亚在祖家芬蘭的小球隊開始其球員生涯，於1992年加盟迈帕（MyPa）並在1992年及1995年協助該隊贏得芬蘭盃冠軍。1995年轉投荷蘭威廉二世，在1998－1999年球季，他以隊長身份協助球隊取得歐聯資格；憑著出色的表現，引起了利物浦的興趣。1999年，海皮亚以300萬英鎊正式轉投利物浦，翌年為利物浦贏得英格蘭足總盃、聯賽盃和歐洲足協盃，並在2002年4月代替長期受傷的，正式成為紅軍隊長，不過在2003年10月就把隊長臂章交予中場謝拉特。
在2008－2009球季，海皮亚落選了賓尼迪斯的二十五人欧冠大軍，該季後轉投德甲球隊勒沃库森。離隊原因是利物浦一方只向海皮亚開出教練合約，而海皮亚則希望可以繼續其職業生涯。利物浦名宿阿倫堅尼地亦曾公開質疑為何讓海皮亚離隊。
其後，他承諾退休後將會再次回到利物浦。
2011年5月2日，海皮亚宣佈結束職業足球員生涯，他退役後打算留在勒沃库森做助理教练。
2012年，海皮亚出任勒沃库森的主教练。
2014年6月6日，希比亞獲英冠球會白禮頓招手接掌球隊帥印，簽約三年。同年12月22日，於上任6個月帶隊26戰僅6勝，最近18場更只有1場勝仗，聯賽位處22位，希比亞宣佈辭職。

## 生涯榮譽

### 球會榮譽
- 芬蘭盃：1992年，1995年
- 英格蘭聯賽盃：2000/01年，2002/03年
- 英格蘭足總盃：2000/01年, 2005/06年
- 歐洲足協杯：2000/01年
- 歐洲超級盃：2001/02年
- 歐洲聯賽冠軍盃：2004/05年
- 英格蘭社區盾：2006/07年

## 外部連結
- 利物浦官方網站 希比亞个人檔案